# Heilogonemertes cooki
Heilogonemertes cooki är en djurart som tillhör fylumet slemmaskar, och som beskrevs av Gibson 2002. Heilogonemertes cooki ingår i släktet Heilogonemertes och familjen Prosorhochmidae.
Artens utbredningsområde är havet kring Nya Zeeland. Inga underarter finns listade i Catalogue of Life.